# Herzogenaurach
Herzogenaurach é uma cidade da Baviera, Alemanha. Localiza-se no distrito de Erlangen-Höchstadt, na região administrativa de Média Francónia. Herzogenaurach é o local de nascimento das multinacionais do material esportivo Adidas e Puma, sendo ainda a sede destas empresas. A cidade tem cerca de 24.000 habitantes, ficando a cerca de 23 quilômetros a noroeste de Nuremberga.
Tendo mais de um milênio de existência, Herzogenaurach foi mencionada pela primeira vez em um documento no ano de 1002, com o nome de Uraha, quando o rei Heinrich II doou a cidade ao arcebispado de Bamberg.

## Cidadãos famosos
- Lothar Matthäus - jogador de futebol, campeão do time vencedor da Copa do Mundo de 1990 (Alemanha Ocidental).
- Adolf Dassler - fundador da Adidas.
- Rudolf Dassler - fundador da Puma.

## Geminações
- Kaya na Burkina Faso
- Nova Gradiška na Croácia
- Sainte Luce sur Loire na França
- Wolfsberg na Áustria